# Bois-Normand-près-Lyre
Bois-Normand-près-Lyre – miejscowość i gmina we Francji, w regionie Normandia, w departamencie Eure.
Według danych na rok 1990 gminę zamieszkiwało 325 osób, a gęstość zaludnienia wynosiła 19 osób/km² (wśród 1421 gmin Górnej Normandii Bois-Normand-près-Lyre plasuje się na 590. miejscu pod względem liczby ludności, natomiast pod względem powierzchni na miejscu 93.).